# Hamburg Huskies
Die Hamburg Huskies (vormals Hamburg BTV Patriots, Hamburg Wild Huskies und Hamburg Eagles) sind ein American-Football-Team aus Hamburg. Sie spielten von 2015 bis 2018 in der GFL und traten in der Saison 2019 in der GFL2 an.

## Geschichte
Gegründet wurde der Verein 1994 unter dem Namen „Hamburg Wild Huskies“ von den vier aktiven Spielern Marco Lotichius, Florian Raffel, Martin Sieg und Tobias Stancke. Das erste Herren-Team entstand aus den Grey Devils (der 2. Mannschaft der Hamburg Blue Devils) und den Hamburg BTV Patriots. Als Sparte des Eidelstedter Sportvereins begannen die Hamburg Wild Huskies mit der Teilnahme am organisierten Liga-Spielbetrieb. 2007 wurde der Trägerverein gewechselt, als Abteilung des Harvestehuder Tennis- und Hockeyklubs (HTHC) startete man nun unter dem Namen „HTHC Hamburg Eagles“. Erst 2009 benannte sich der Club in „Hamburg Huskies“ um.
Im Oktober 2014 trennten sich die Hamburg Huskies vom HTHC und firmieren seitdem als eigenständiger Verein unter dem Namen „Hamburg Huskies American Sports e. V.“

## Die Teams
Der Verein besitzt vier Jugendmannschaften in drei Altersklassen, die Hamburg Young Huskies (U19), die U19-Prospects, die Hamburg Rookie Huskies (U16) und die Hamburg Little Huskies (U13).
Das erste Herrenteam spielte viele Jahre im oberen Drittel der Nordgruppe der zweiten Liga (GFL2) mit, im Jahr 2014 gelang mit dem Aufstieg in die Bundesliga (GFL) der bis dato größte sportliche Erfolg der Vereinsgeschichte. Mit einer Bilanz von 5 Siegen und 7 Niederlagen gelang es dem Verein, sich als Vierter der GFL Nord direkt im ersten Jahr für die Play-offs zu qualifizieren. Am Ende der Saison 2016 belegte das Team mit einer Bilanz von 4:10 Siegen den 6. Platz und verpasste die Play-offs. In der Saison 2017 wurde die Mannschaft von Head Coach Sean Embree angeführt. Der US-Amerikaner kam aus Denver und war u. a. als Assistant Coach bei den Denver Broncos tätig. 2016 trainierte er das Team von Beograd Vukovi (Serbien) und wurde dort zum „Trainer des Jahres“ gewählt.
Zum Ende der Saison 2017 übernahm Anthony Rouzier, der zuvor die Position des Defensive Coordinators innehatte, die Position des Head Coaches. Der Verein erreichte dann nach vier Siegen in Folge wiederum den 6. Tabellenplatz in der GFL Nord (Bilanz 4:10).
In der Saison 2018 belegte das Team jedoch mit 14 Niederlagen aus 14 Spielen den letzten Platz und scheiterte in der anschließenden Relegation am Meister der GFL2 Nord, den Düsseldorf Panthern. Damit mussten die Hamburg Huskies in der Saison 2019 wieder in der GFL2 antreten.
Ein zweites Herrenteam, die Hamburg Huskies II, bestritt den Spielbetrieb in der Oberliga Nord.
Nach dem Abstieg der 1. Herrenmannschaft aus der GFL2 gab der Vorstand im September 2022 bekannt, in der Saison 2023 nur noch mit einer Herrenmannschaft zu starten. 
Der Fokus des Vereins liegt zurzeit auf einer weiteren Intensivierung der Jugendarbeit, der Herrenoberligamannschaft und der Entwicklung eines Flag Football Teams.